# Varvara su anbarı
Varvara su anbarı är en reservoar i Azerbajdzjan.  Den ligger i distriktet Yevlax Rayonu, i den centrala delen av landet, 240 km väster om huvudstaden Baku. Varvara su anbarı ligger 21 meter över havet. Arean är 0,36 kvadratkilometer. Den sträcker sig 1,3 kilometer i nord-sydlig riktning, och 0,8 kilometer i öst-västlig riktning.
Trakten runt Varvara su anbarı består till största delen av jordbruksmark. Runt Varvara su anbarı är det tätbefolkat, med 613 invånare per kvadratkilometer.